# Drslavice (district de Prachatice)
Pour les articles homonymes, voir Drslavice.
Drslavice (en allemand : Drißlawitz) est une commune du district de Prachatice, dans la région de Bohême-du-Sud, en République tchèque. Sa population s'élevait à 101 habitants en 2023.

## Géographie
Drslavice se trouve à 7 km à l'ouest-nord-ouest de Prachatice, à 42 km à l'ouest de České Budějovice et à 123 km au sud-sud-ouest de Prague.
La commune est limitée par Šumavské Hoštice au nord, par Lažiště au nord-est, par Zábrdí à l'est, par Kratušín au sud, et par Buk à l'ouest.

## Histoire
La première mention écrite du village date de 1384.

## Galerie

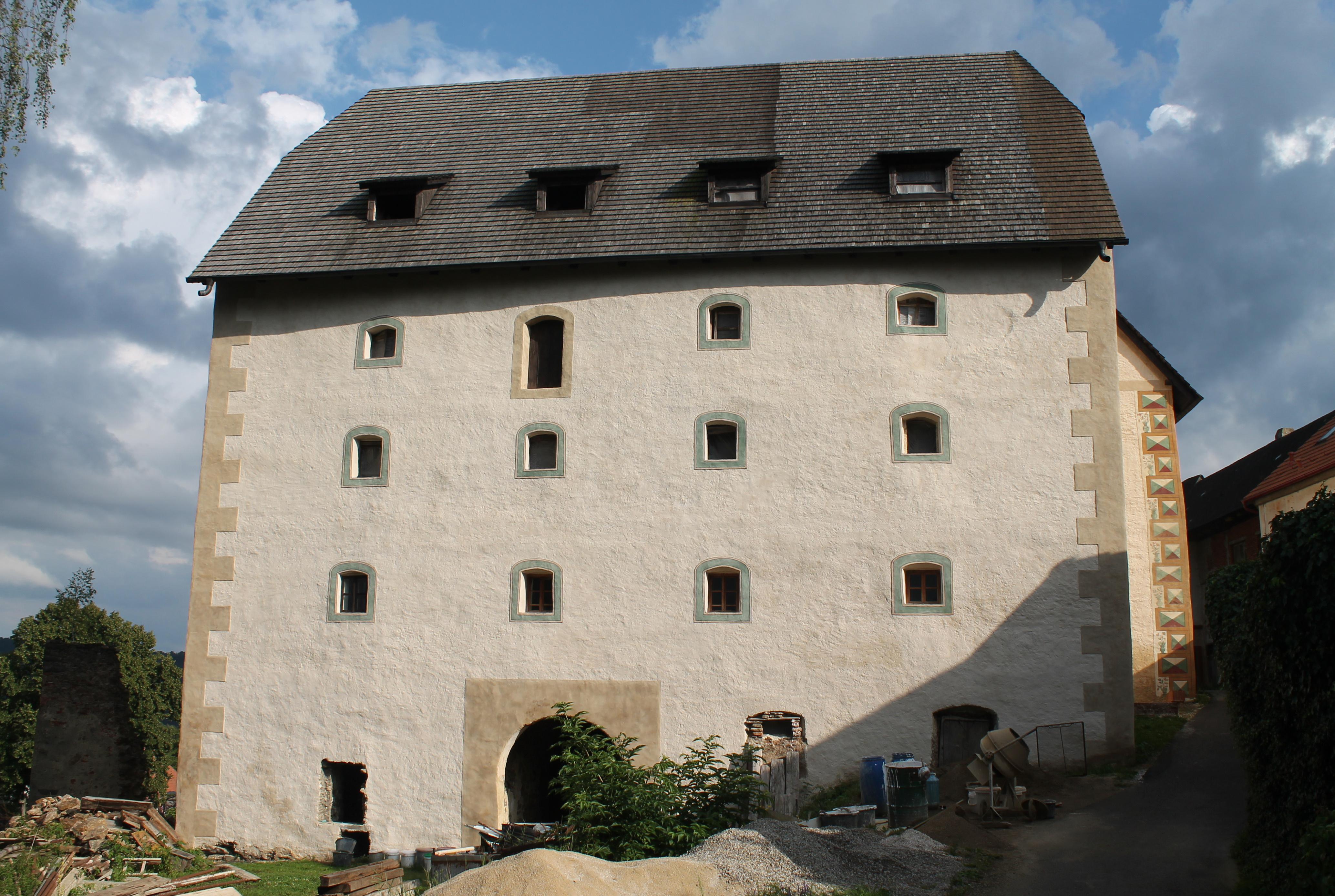
Maison forte de Drslavice.
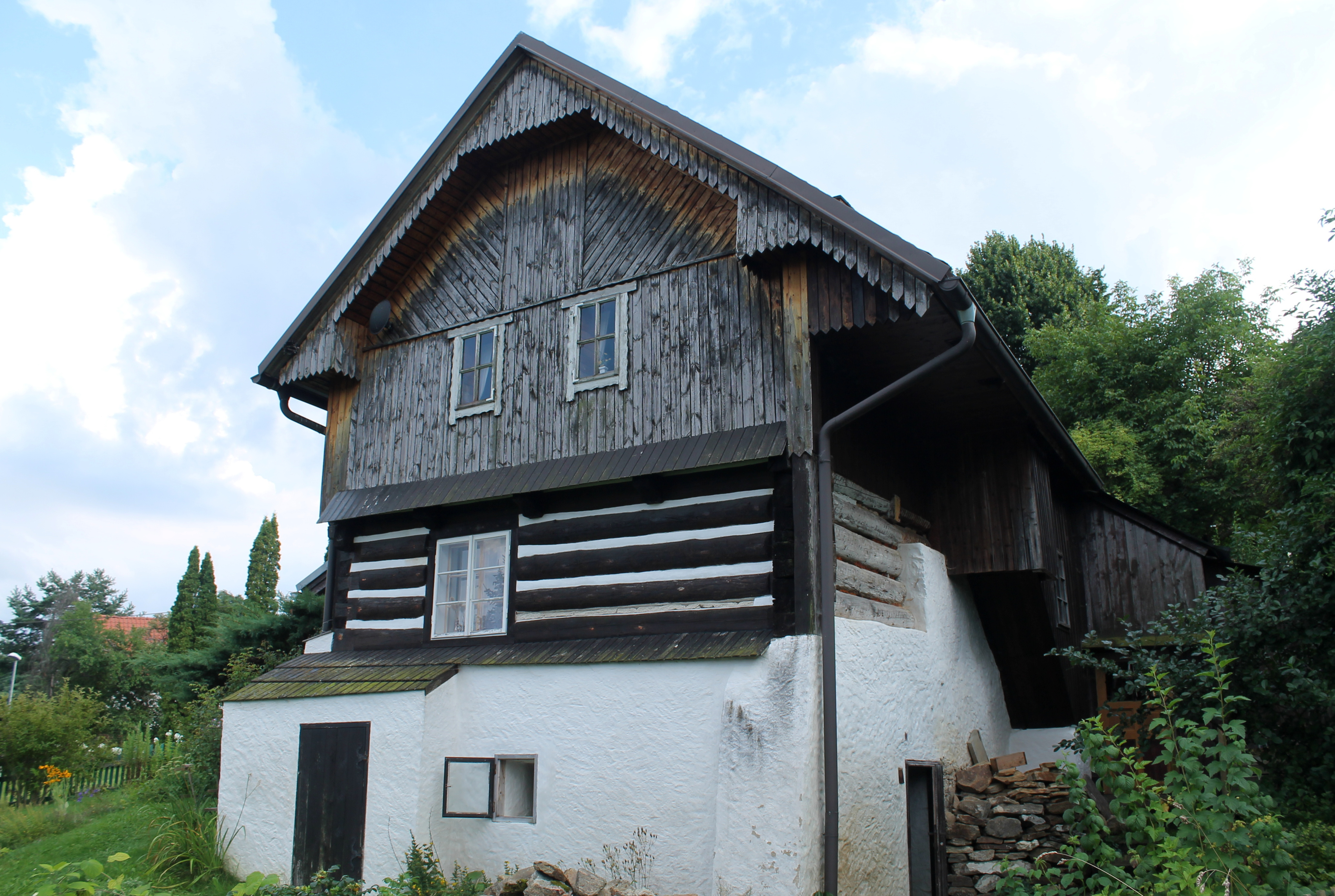
Maison à Drslavice.

## Transports
Par la route, Drslavice se trouve à 10 km de Prachatice, à 50 km de Ceské Budejovice et à 155 km de Prague.